# Display Data Channel
Der Display Data Channel (DDC) ist eine serielle Kommunikationsschnittstelle zwischen Bildschirm und PC, die einen Datenaustausch über das Bildschirmkabel ermöglicht und es dem Betriebssystem erlaubt, den Bildschirmtreiber automatisch zu installieren und zu konfigurieren (Plug & Play).
Um Informationen austauschen zu können, müssen sowohl Grafikkarte, Kabel als auch Monitor diesen Datenkanal unterstützen. Üblich ist DDC neben dem analogen VGA-Anschluss auch bei dem Digital Visual Interface (DVI) und High Definition Multimedia Interface (HDMI). Bei darüber hinausgehenden Videoschnittstellen wie DisplayPort kommen ähnliche Schnittstellen mit ähnlicher Zielsetzung vor.
Die Video Electronics Standards Association (VESA) hat folgende Versionen dieses Industriestandards herausgegeben:

## DDC1
DDC1 (Version 1, eingeführt: August 1994) umfasst die ständig wiederholte Übertragung der Extended Display Identification Data (EDID) vom Monitor zur Grafikkarte. In den 128 Bytes der EDID-Datenstruktur sind Informationen zur VESA-Standard-Kompatibilität und DPMS-Unterstützung enthalten. Die Daten werden mit der vertikalen Bildsynchronisation als Taktsignal ausgegeben, was Bitraten von 60 bps bis 100 bps erlaubt. Der gering verbreitete DDC1-Standard wird von wenigen analogen VGA-Kathodenstrahlröhrenbildschirmen unterstützt.

## DDC2B
DDC2B (Version 2 Level B) ermöglicht die bidirektionale Übertragung des VESA Display Identification File (VDIF). Der Monitor kann damit auf spezielle Anfragen der Grafikkarte antworten. Technisch wird dazu eine I²C-Schnittstelle verwendet, der Monitor wird als I²C-Slave betrieben und die Grafikkarte ist der I²C-Master. Die I²C-Adresse, funktionell als ein serielles I²C-EEPROM realisiert, ist im Monitor fix auf den Wert 0x50 eingestellt. In den ersten 128 Byte des I²C-Speichers im Monitor befindet sich der EDID-Datenblock, der von der Grafikkarte ausgelesen wird.
Als Besonderheit erfolgt die Stromversorgung von der Grafikkarte aus, d. h. neben der I²C-Datenleitung (SDA), I²C-Taktleitung (SCL) und Masse (GND) wird von der Grafikkarte eine Versorgungsspannung von +5 V mit maximal 50 mA geliefert, die den Betrieb des I²C-Speicherbausteins zur Abfrage der Monitordaten auch dann erlaubt, wenn der Monitor ausgeschaltet oder von der Stromversorgung abgesteckt ist.

## DDC2AB
Zusätzlich zu DDC2B werden über die ersten 128 Byte EDID-Daten hinaus weitere Daten in einem größeren Speicher vorgehalten. Die Datenübertragungsrate ist auf 100 kbps gesteigert.

## DDC/CI
DDC/CI steht für Display Data Channel/Command Interface und wurde im August 1998 vorgestellt. Es erlaubt neben der Abfrage von Monitorinformationen auch die Steuerung des Monitors, also der Einstellungen, die sonst nur über das On Screen Display am Monitor verändert werden können. Die Steuerung erfolgt dabei über das Monitor Control Command Set (MCCS).